# Vision of Disorder
Vision of Disorder é uma banda de hardcore punk/metalcore formada em Long Island, Nova York no ano de 1992. A banda chamou a atenção com uma mistura de melodia e groove, enquadrando no som de hardcore punk tradicional, com as tentativas de buscar uma direção nu-metal em seu terceiro álbum contribuiu com o sucesso comercial limitado. A banda lançou três álbuns antes de se separar em 2002 e se reuniu em 2008 e lançou  The Cursed Remain Cursed em 2012 e pretende lançar seu mais novo álbum no final de 2015.

## Membros
Atuais
- Tim Williams - vocal (1992-2002, 2006, 2008-presente)
- Mike Kennedy - guitarra (1992-2002, 2006, 2008-presente)
- Mike Fleischmann - guitarra (1992-2002, 2006, 2008-presente)
- Brendon Cohen - bateria (1992-2002, 2006, 2008-presente

## Discografia
Álbuns de estúdio
- Still (EP) (Striving for Togetherness Records, 1995)
- Vision of Disorder (Supersoul/Roadrunner Records, 1996)
- Imprint (Roadrunner Records, 1998)
- For the Bleeders (Go Kart Records, 1999)
- From Bliss to Devastation (TVT Records, 2001)
- The Cursed Remain Cursed (Candlelight Records, 2012)
- Razed To The Ground (Candlelight Records, 2015)